# Arthropodium
Arthropodium là một chi thực vật có hoa trong họ Asparagaceae.